# Kayenta
Kayenta är en ort (CDP) i Navajo Nation och i Navajo County, i delstaten Arizona, USA. Enligt United States Census Bureau har orten en folkmängd på 5 189 invånare (2010) och en landarea på 34,1 km².
Väster om staden ligger Navajo nationalmonument, och nordöst finns Monument Valley.  